# AmigaOS
Amiga OS je prateći operacijski sustav Amige i AmigaOne serije osobnih računala. Svojom pojavom 1985. izazvao je pravu senzaciju zbog naprednih mogućnosti koje je sadržavao. 
Svojedobno vrlo napredan, no danas pomalo nagrižen zubom vremena. Odlikuje se izuzetno malim zahtjevima, velikom brzinom izvršavanja, zbog čega ga se ponekad greškom smatra operacijski sustav u pravom vremenu, te naprednim multitaskingom.

## Inačice
- Kickstart/Workbench   1.0, 1.1  (Amiga 1000)
- Kickstart/Workbench   1.2, 1.3  (Amiga 500, Amiga 1500, CDTV Amiga 2000),
- Kickstart/Workbench   2.1         (Amiga 600, Amiga 600D, Amiga 3000)
- Kickstart/Workbench   3.0/3.1   (Amiga 1200,Amiga 4000).
- AmigaOS   3.5, 3.9
- AmigaOS   4.0

## Vanjske poveznice
Za više informacija o Amiga OS pogledajte stranice:  Amiga.org
- English Amiga Board forum za korisnike Amiga računala
- Back To The Roots  Arhivirana inačica izvorne stranice od 14. listopada 2006. (Wayback Machine) mnogo legalnog Amiga softvera
- WinUAE najbolji emulator Amiga računala za Windows operativni sustav
- Amiga Forever legalni paket s AmigaOS,programima itd